# Jimmy (chaîne de télévision)
Pour les articles homonymes, voir Jimmy.
Jimmy, initialement intitulée Canal Jimmy, est une chaîne de télévision française, filiale du groupe Canal+, lancée le 7 janvier 1991 et disparue le 26 juin 2015.

## Histoire

### L'âge d'or
Canal Jimmy est lancée sur le câble le 7 janvier 1991 par Michel Thoulouze qui bâtit la chaîne sur la nostalgie de son adolescence. Canal Jimmy doit en effet son nom à deux légendes foudroyées des années 1960 et 1970 : James (Jimmy) Dean et Jimi Hendrix.
Destination séries est une émission phare de la chaîne. Elle est présentée par Jean-Pierre Dionnet et le spécialiste français des séries télévisées Alain Carrazé pendant 10 saisons.
Le 14 février 1992, Canal Jimmy diffuse sa première série inédite, Dream On.
La chaîne diffuse alors de nombreux films culte, (tel la trilogie James Dean — À l'est d'Éden, La Fureur de vivre et Géant —, Graine de violence, etc.), ainsi des séries vintages populaires américaines (Les Envahisseurs, Le Frelon vert, Star Trek, etc.) et françaises comme  Les Chevaliers du ciel avec Jacques Santi ou encore Les Globe-trotters avec Yves Rénier.
Egalement des séries américaines inédites en version originale comme New York Police Blues, les sitcom Seinfeld et  That '70s Show, ou encore la série d'animation pour adulte Spawn.
France Roche anime à la demande de Michel Thoulouze et Pierre Lescure T’as pas une idée, émission trans-générationnelle dans laquelle un invité, né dans les années 1950-1970, est interrogé par des jeunes des années 1990.
À partir de 1993, Philippe Alfonsi  présente Chronique du front de la connerie sur Canal Jimmy.
La série inédite la plus emblématique découverte sur Jimmy est Friends diffusée dès le 16 avril 1996. La série a depuis fait le tour du PAF : France 2, France 3, NRJ 12, France 4, Comédie+, RTL9, AB1, M6, W9, NRJ Paris, TMC, TFX, et C8.
Le deuxième domaine d'exploitation de Canal Jimmy est la musique, toujours dans une perspective dite nostalgique, avec la diffusion d'émission rock comme Top Bab de Philippe Manœuvre et de concerts fabuleux des années 1960-1970 tels que ceux de The Doors, Jimi Hendrix, ou de The Who et des festivals mythiques comme celui de l'Île de Wight, de Woodstock ou encore le Festival international de musique pop de Monterey.
Sur le câble comme par satellite en mode analogique et avec un son monophonique, la chaîne n’émet au début que de 20 h à 1 h puis de 21 h à 1 h, à la suite de la chaîne jeunesse Canal J qui interrompt ses programmes à la même heure. Canal Jimmy est reprise dans le bouquet Canalsatellite à sa création le 14 novembre 1992. Après le lancement de la version numérique du bouquet le 27 avril 1996, la chaîne obtient son plein canal et peut étendre ses programmes à la journée.

### En quête d'identité
Le 1er octobre 2001, Canal Jimmy recentre sa programmation sur les séries télévisées d'hier et d'aujourd'hui. Le slogan de la chaîne devient alors « On a tous une série culte », un nouvel habillage et la voix de Didier Gircourt participent à la nouvelle identité de l'antenne.
La plupart des émissions phares de la chaîne disparaissent par manque de budget comme La Route, Quatre en un, T'as pas une idée, etc. Seule Destination séries subsiste encore et Good As You, première émission gay de l’histoire de la télévision en France qui voit le jour. De nouvelles séries font leur arrivée : Queer as Folk, The Shield, Six pieds sous terre, Les Soprano, etc.
À la rentrée 2002, les émissions disparaissent totalement et laissent place à des modules courts de 5 minutes. Alain Carrazé assure la voix-off de Séries en coulisses. Début 2003, Langue de VIP, produit par Endemol et diffusée tous les soirs à 20 h 30 ainsi que 7 jours pour séduire, sorte de speed dating à la française diffusé en soirée, font leur apparition.
Le 23 août 2003, Canal Jimmy est rebaptisée Jimmy.
À partir du milieu des années 2000, la qualité de la programmation est jugée en baisse considérable, avec notamment la rediffusion de téléfilms, des séries inédites devenues rares et l'arrêt de la série Sur écoute après une saison.

### Le déclin
Le coup de grâce vient d'un nouveau géant des médias. Le bouquet Orange Cinéma Séries est lancé le 13 novembre 2008. Jimmy perd l'accord avec HBO pour la diffusion exclusive de ses séries. Les séries Six pieds sous terre et Les Soprano disparaissent donc de l'antenne. Toutes les nouvelles productions américaines d'HBO sont désormais diffusées sur OCS.
Jimmy ressort des séries abandonnées par Série Club comme The Practice dont les épisodes inédits ne sont jamais diffusés en V.O. mais doublés en français. La marque de fabrique s'estompe et une longue traversée du désert pour la chaîne commence.
En 2010, Jimmy a pour directeur Franck Appietto, également directeur de la chaîne Comédie !, et pour responsable éditorial Valérie Billaut.
Le 10 janvier 2013, après 23 ans de diffusion sur l'opérateur, Numericable ne propose plus Jimmy dans ses offres. La chaîne disparaît également du bouquet de Free le 31 mars 2013 et de celui de Orange le 4 avril 2013.
Le 26 juin 2013, Fox International Channels annonce sa volonté de racheter la chaîne au groupe Canal+ pour la remodeler en chaîne Fox. Jusqu'alors, les programmes de la chaîne reflétaient bien l'esprit des deux « fondateurs », ciblant clairement les 30-50 ans. La chaîne aborde une nouvelle identité à partir du 18 février 2014.
Le groupe Canal+ annonce en octobre 2014 la fermeture de la chaîne, tout comme celle des chaînes Maison+ et Cuisine+. Jimmy arrête sa diffusion le 26 juin 2015 à 23 h 55, avec une bande annonce passant en boucle jusqu'à 6 h le lendemain.

### Identité visuelle (logo)

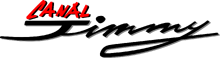
Logo de Canal Jimmy du 7 janvier 1991 au 26 avril 1996.
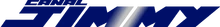
Logo de Canal Jimmy du 27 avril 1996 au 30 septembre 2001.
Logo de Jimmy du 1er octobre 2003 au 19 octobre 2007.
Logo de Jimmy du 20 octobre 2007 au 17 février 2014.
Logo de Jimmy du 18 février 2014 au 26 juin 2015.

## Capital
Jimmy appartenait à 100 % au groupe Canal+.

## Programmes
Jimmy se diversifiait en diffusant des émissions et magazines, des films, des séries culte et d'autres inédites (parfois même en V.O.).
Auparavant, la chaîne partageait son temps d'antenne avec Canal J. Canal Jimmy émettait de 21 h à 7 h du matin.
Jusqu'à son arrêt, la chaîne émettait 24h/24.

### Émissions
- La Chronique bakélite dans laquelle Pierre Lescure raconte à travers un objet un pan de l'histoire des années 1950 et 1960.
- T’as pas une idée ? : émission trans-générationnelle de France Roche dans laquelle un invité, né dans les années 1950 à 1970 est interrogé par des jeunes des années 1990.
- Nonante, une émission animée par Ariel Wizman et Édouard Baer.
- La Chronique des rebelles dans laquelle Pascal Bataille et Laurent Fontaine démontraient les conventions de la pensée unique ambiante. Ils terminent chaque émission par l’affirmation que « la vie est plus belle quand on se rebelle ! ». Par la suite, ils présentaient Le Meilleur du Pire, une émission qui retraçait les tops et les flops de la vie économique et culturelle des années 80 et 90.
- Les Concerts de rock présentés par Philippe Manœuvre qui présente aussi Top Bab.
- Destination séries, émission présentée par Jean-Pierre Dionnet et Alain Carrazé qui décortiquent chaque semaine une série et traitent de leur actualité.
- Quatre en un, émission consacrée à la moto et présentée par Alain Kuligowski puis Gilles Buffard.
- Chronique New Age, présentée par Dayle Haddon.
- Chronique de la combine
- Cambuis, émission consacrée à la voiture.
- Chronique de mon canapé.
- Country Box, magazine de musique country présenté par Jean Sarrus.
- Breaking News, magazine d’anticipation imaginé et présenté par Bruce Toussaint.
- Forcément sublimes, émission présentée par Pascal Bataille et Laurent Fontaine. De ces trente dernières années, ils ont sélectionné les événements les plus forts, les personnages les plus emblématiques, les actions les plus marquantes, les images les plus inoubliables. Ceux et celles qui font désormais partie intégrante de leur vie comme de la nôtre, qui ont parfois changé le cours des choses, notre manière de regarder le passé et de voir l’avenir.
- Quand le sport devient culte/Quand la télé dérape, magazine présenté par Guy Carlier. L’histoire est émaillée d’événements sportifs et de scènes télévisuelles qui ont marqué les esprits et resteront gravés dans les mémoires collectives.
- Vertigo, premier magazine consacré aux activités aériennes non motorisées présenté par Gaël Leforestier.
- Le Bon, le Beau et le Pire de 2009, émission unitaire présentée par Daphné Bürki, qui fait un bilan du top 25 du meilleur face au top 25 du pire de l’année 2009.
- Le Meilleur du pire, série d'émissions sur les échecs commerciaux, présenté par Pascal Bataille et Laurent Fontaine en collaboration avec la radio Europe 2.
- Les Rois du casse, collection de documentaires présentée par Flavie Flament, consacrés au plus grands casses du siècle.
- Les Risques du métier, magazine présenté par Laurent Weil où celui-ci invite le téléspectateur à rencontrer des hommes et des femmes qui à première vue n'ont rien d'exceptionnel mais qui pourtant risquent chaque jour leur vie en accomplissant leur travail.
- Acteurs en action, une série de documentaires dans lesquels se rencontrent le comédien phare d'une série de fiction et son double réel. Dans le premier numéro, François Vincentelli, interprète de Roy Lapoutre dans la série Hard, découvre les coulisses du cinéma pornographique grâce à Phil Hollyday, un véritable hardeur.

### Séries
Séries françaises
- Action Justice
- Braquo
- B.R.I.G.A.D.
- Brigade des mineurs
- Crimes en série
- Central Nuit
- David Lansky
- Décollage immédiat
- Dossiers : Disparus
- Groupe flag
- Highlander
- Kaboul Kitchen
- Le Bureau des légendes
- Les Cordier, juge et flic
- Les Enquêtes d'Éloïse Rome
- Lyon police spéciale
- Mademoiselle Navarro
- Maison Close
- Médecins de nuit
- Navarro
- Nestor Burma
- PJ
- Quai n° 1
- Sauvetage

Séries américaines
- Action
- Alf
- Angela, 15 ans
- Batman
- Battlestar Galactica
- Boomtown
- Cop Rock
- Dallas
- Dead Like Me
- Des agents très spéciaux
- Dream On
- Dynastie
- Friends
- Friday Night Lights
- Haute Tension
- Highlander
- Johnny Bravo
- La Caravane de l'étrange
- Larry et son nombril
- L'Équipée du Poney Express
- Le Rebelle
- Les contes de la crypte
- Les Faucheurs de marguerites
- Les Monstres
- Les Sentinelles de l'air
- Les Soprano
- Les Têtes brûlées
- L'Homme de nulle part
- Line of Fire
- Liquid Television (en)
- Magnum
- M*A*S*H
- Max la Menace
- New York Police Blues
- Profit
- Quads! de John Callahan
- Queer as Folk
- Ray Bradbury présente (en)
- Ray Donovan
- Rude Awakening
- Seinfeld
- Six Feet Under
- Star Trek
- Star Trek : La Nouvelle Génération
- Star Trek: Deep Space Nine
- Star Trek: Voyager
- Star Trek: Enterprise
- South Park
- The Sentinel
- The Shield
- The Lazarus Man
- The Larry Sanders Show
- Traveler : Ennemis d'État
- Twitch City (en)
- Voyage au fond des mers
- Weeds
- Will et Grace
- X-Files : Aux frontières du réel

Séries britanniques
- Absolutely Fabulous
- Affaires non classées
- Bottom
- Father Ted
- Game on
- La Brigade du courage
- La vie en face
- MI-5
- The New Statesman
- The Smoke
- Ultimate Force